# Jardim Botânico (Curitiba)
Jardim Botânico é um bairro da cidade brasileira de Curitiba, Paraná, pertencente à subprefeitura da Matriz. Sua principal atração é o Jardim Botânico de Curitiba, além de um dos campus da Universidade Federal do Paraná. 

## Delimitação
A área total do bairro corresponde a 0,64% da área correspondente a cidade de Curitiba e dista 2.897m do marco zero da cidade. Conforme o Decreto 774/1975: Ponto inicial na confluência da Av. Comendador Franco e Rua Chile. Segue pela Rua Chile, Rio Belém, Av. Sete de Setembro, Rua Ubaldino do Amaral, Estrada de Ferro Curitiba – Paranaguá, Marginal. Faz divisa com os bairros Capão da Imbuia, Centro, Cristo Rei, Jardim das Américas, Prado Velho e Rebouças. 

## História
O bairro Jardim Botânico já possuiu a denominação de Capanema ("mato ruim" na língua Tupi). Essa denominação era uma homenagem ao antigo dono de grande parte da área pertencente ao bairro, pois, ainda no século XIX, a região pertencia a Guilherme Schüch, figura histórica na política brasileira, conhecido como o Barão de Capanema. Respeitado cientista e amante da natureza, o barão cultivava em sua chácara um belíssimo horto com pomares e plantas exóticas, considerado na época da visita do Imperador D. Pedro II a Curitiba em 1880 como um dos melhores que possuía o Império. A mudança de nome para Jardim Botânico foi decidido em um plebiscito popular ocorrido em 1992, fazendo referência ao Jardim Botânico de Curitiba. Em 1947, foi construído para a Copa do Mundo de 1950, o Estádio Durival Britto e Silva. Por causa da antiga denominação do bairro, o estádio, a época casa do Clube Atlético Ferroviário (atual Paraná Clube), ficou também conhecido como Vila Capanema.

## Imagens do bairro

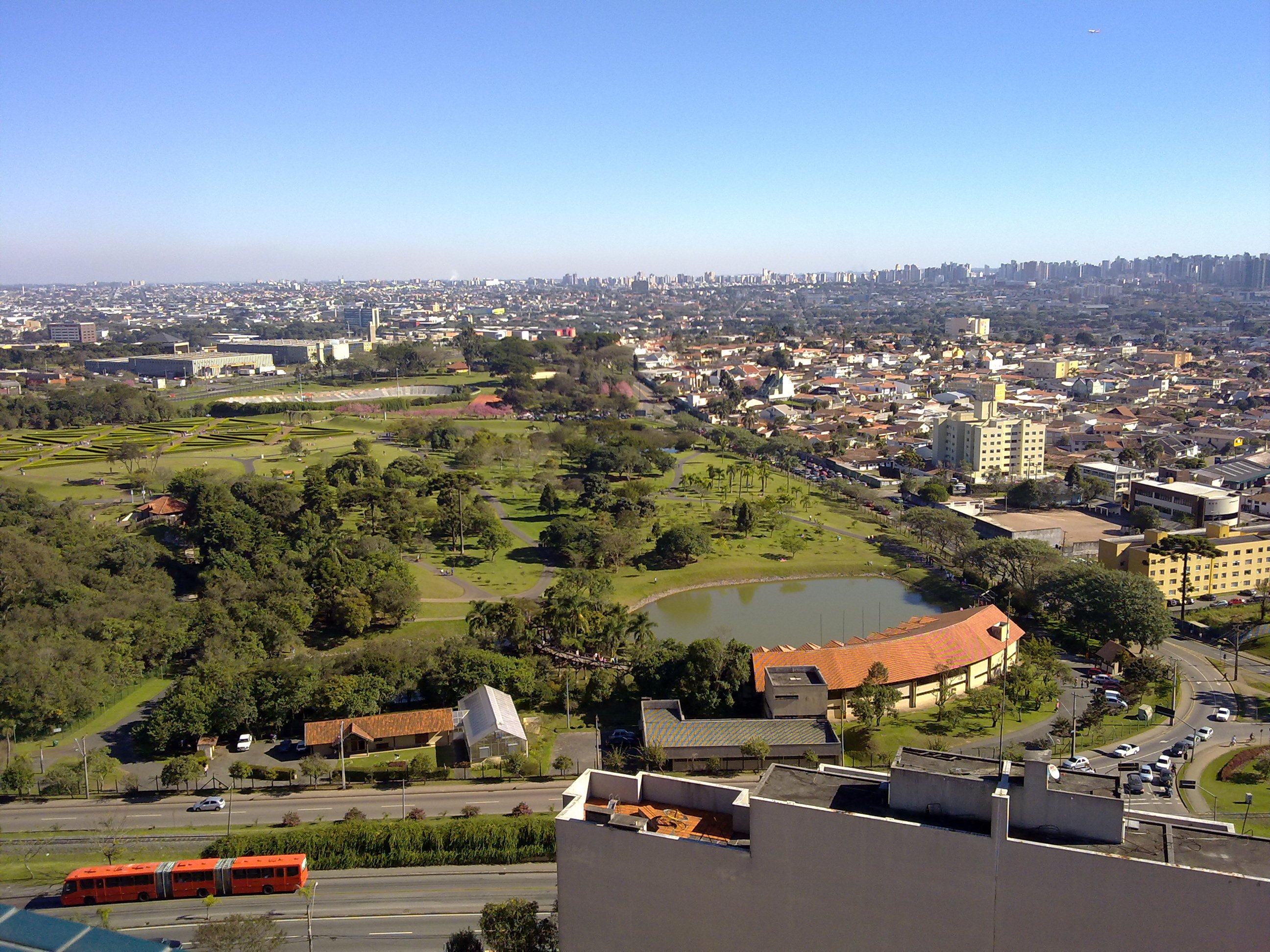
Vista aérea do bairro Jardim Botânico, com vista parcial do parque.
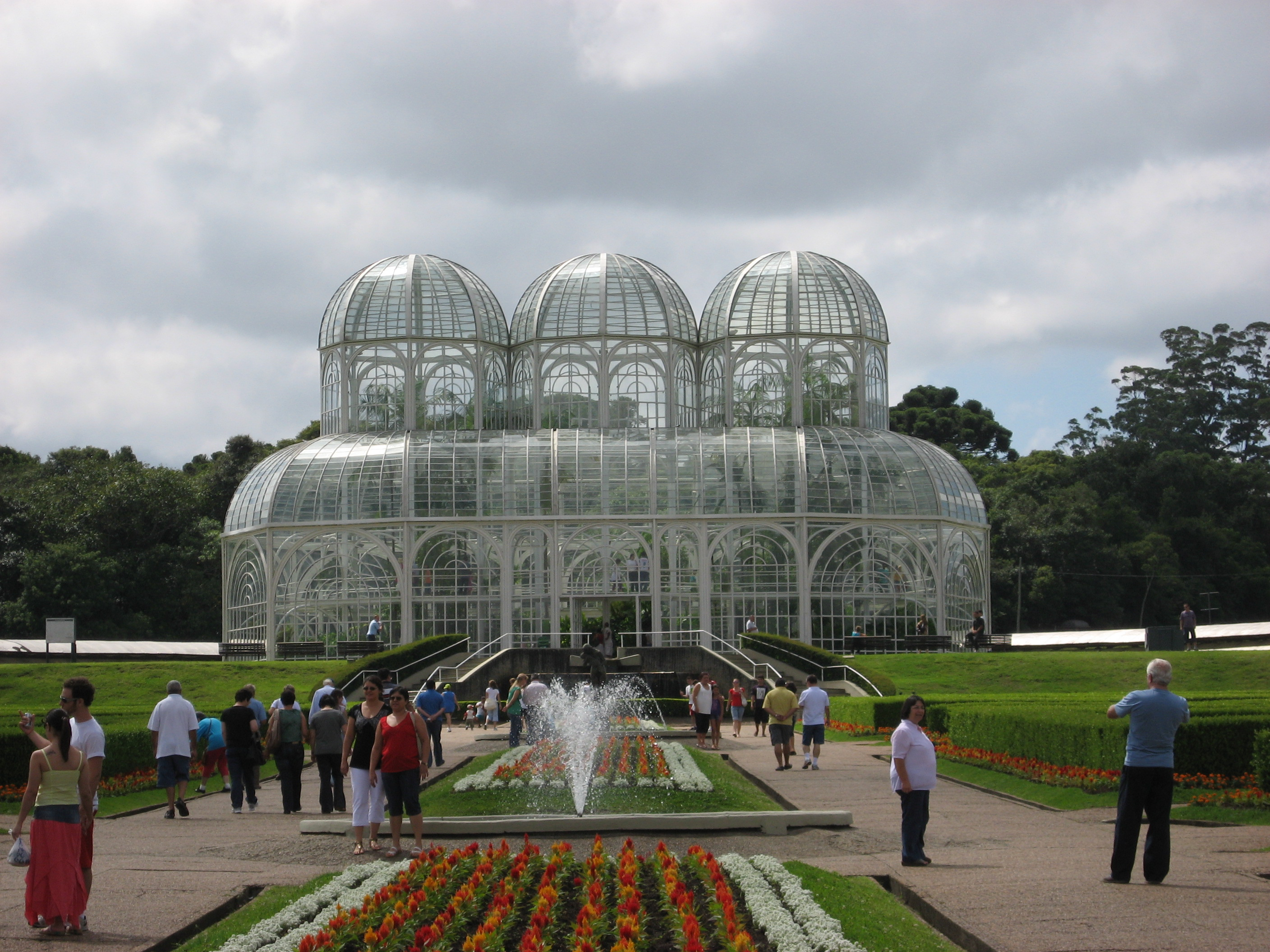
Estufa do Jardim Botânico de Curitiba, a principal atração do bairro.
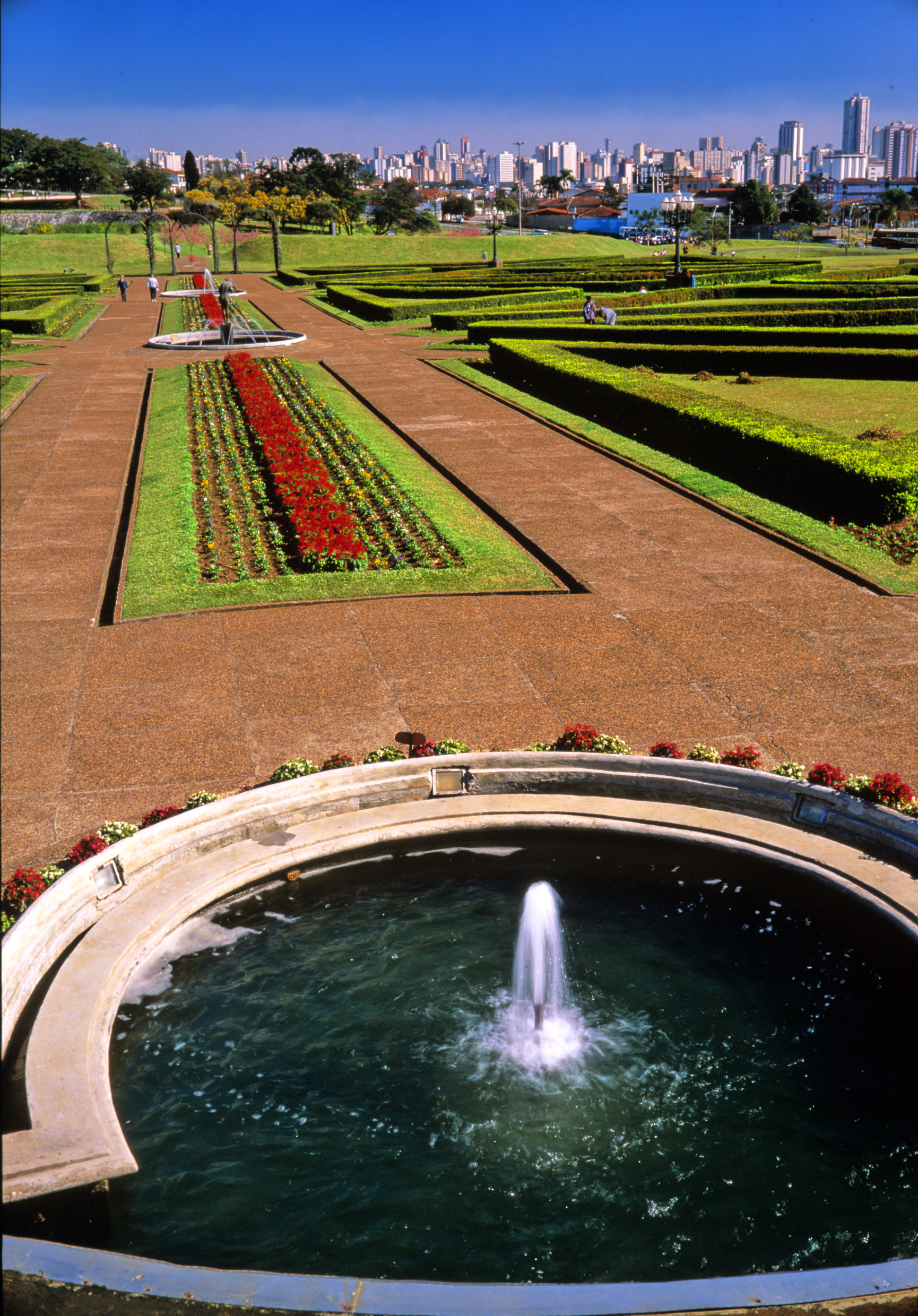
Vista do Jardim Botânico para a área central de Curitiba.
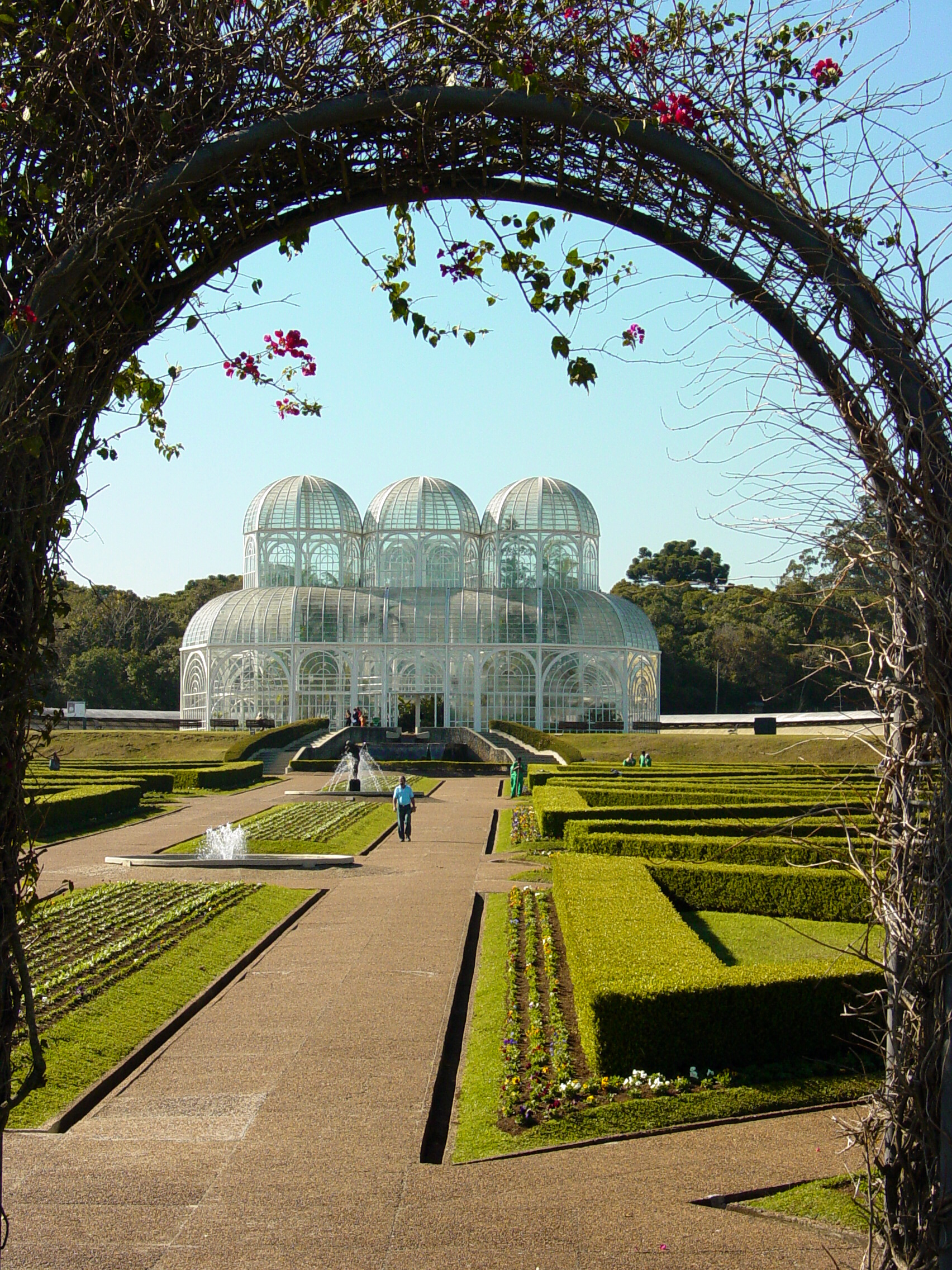
Portal de entrada do Jardim Botânico.